# Кухнюк Дмитро Володимирович
Дмитро Володимирович Кухнюк (нар. 2 грудня 1969, м.  Житомир) — український правознавець, адвокат, кандидат юридичних наук, доцент.   Голова Національної служби посередництва і примирення з 14 вересня 2022 року.

## Життєпис
Народився 2 грудня 1969 року у місті Житомирі.
У 1995 році  закінчив юридичний факультет Київського національного університету імені Тараса Шевченка за спеціальністю «Правознавство».
З 1996 по 2000 рік продовжив свою освіту в аспірантурі цього ж факультету.
У травні 1996 року отримав свідоцтво про право на заняття адвокатською діяльністю.
Від вересня 1998 року до серпня 2020 року працював на різних посадах у Київському національному університеті імені Тараса Шевченка, зокрема, як асистент кафедри правосуддя та асистент, доцент кафедри нотаріального та виконавчого процесу і адвокатури.
З серпня 2020 року до вересня 2022 року працював доцентом кафедри нотаріального, виконавчого процесу та адвокатури, прокуратури, судоустрою в Навчально-науковому інституті права Київського національного університету імені Тараса Шевченка.
Стаж педагогічної роботи у вищих навчальних закладах IV рівня акредитації — 26 років.
14 вересня 2022 року Дмитро Кухнюк був призначений Головою Національної служби посередництва і примирення України за указом Президента.
Одружений, має доньку та сина.

## Наукова та педагогічна діяльність
Дмитро Володимирович Кухнюк є кандидатом юридичних наук. У 2008 році захистив кандидатську дисертацію на тему: «Судовий прецедент як джерело кримінально-процесуального права України», спеціальність 12.00.09 – кримінальний процес та криміналістика, судова експертиза (диплом кандидата юридичних наук від 25 квітня 2009 року ДК № 050310).
Автор та співавтор понад 60 наукових та навчально-методичних праць. 
- Кандидат юридичних наук (2008) [2]

## Юридична практика
З 1996 року здійснював адвокатську практику, а також  за сумісництвом працював на посадах:
- головного юридичного радника Підприємства з іноземними інвестиціями «Асеа Браун Бовері Лтд.» (листопад 1996 року – січень 2000 року);
- головного юридичного радника ТОВ «Голден Телеком» (січень 2000 року – травень 2007 року);
- головного юридичного радника, директора юридичного департаменту, директора з правових та регуляторних питань ПрАТ «Фарлеп Інвест» (травень 2007 року – квітень 2012 року).
- З серпня 2012 року по вересень 2022 року – керуючий партнер адвокатського об'єднання «Мельник, Кухнюк і Партнери».

## Громадська та експертна діяльність
- З 2000 року - член Міжнародної асоціації юристів (International Bar Association).
- З 2002 року – один із співзасновників, у 2003-2009 роках – член правління, у 2010-2012 роках – голова секції адвокатів та практикуючих юристів, з 2018 - по жовтень 2024 року – член Етичної комісії ВГО «Асоціація правників України[3]».
- Один із співзасновників, з квітня 2006 року по квітень 2011 року – перший віце-президент ВГО «Асоціація адвокатів України[4]».
- З 2006 року – член редакційної колегії журналу «Український адвокат».
- У 2009-2010 роках – експерт програми ABA ROLI Американської асоціації юристів.
- У 2011-2018 роках – експерт програм підвищення професійного рівня суддів та адвокатів Координатора проєктів ОБСЄ в Україні.
- У 2016-2020 роках – експерт програми професійного розвитку адвокатів «Адвокат Майбутнього[5]».
- У 2018-2024 роках викладач літньої школи «Верховенство права та конституціоналізм», створеної Координатором проєктів ОБСЄ в Україні спільно з Національною академією правових наук України та Конституційним Судом України.
- У 2020-2021 роках – експерт Програми USAID реформування сектору юстиції «Нове правосуддя».